# スカリエッティ・コルベット
スカリエッティ・コルベット(Scaglietti Corvette)は、1959年にテキサス出身の3人のアメリカ人が製作したスポーツカーである。シボレー・コルベットの車台とイタリアのスカリエッティ・カロッツェリアがデザインしたボディを組み合わせたプロトタイプが3台製作された。

## 製作までの経緯

### 発案
テキサス州フォートワースで石油採掘業とシボレーのディーラーを営むゲイリー・ラフリンは、愛車フェラーリ・モンツァでアマチュアレースを楽しんでいたが、1957年のあるときクランクシャフトの破損に見舞われた。故障するたびに部品調達に要する時間や高額な修理費に辟易していた彼は、イタリアの優美なボディをシボレー・コルベットC-1に載せるアイデアを思い付く。コルベットの走行性能はフェラーリに遠く及ばないものの、エンジンや車台の信頼性は絶大であった。
ラフリンは同じテキサス出身でレース仲間のジム・ホールとキャロル・シェルビーを誘いプロジェクトをスタートした。特にシェルビーはフェラーリに対して並ならぬライバル意識を持っており、最速の国産スポーツカーを作りたいという野心があった。

### スカリエッティとの交渉
ボディのデザインおよび製作は、フェラーリと提携するイタリアのコーチビルダー、スカリエッティ・カロッツェリアが選ばれた。ラフリンはイタリアに住むロード&トラック誌のアメリカ人自動車ジャーナリストのピーター・コルトリンにスカリエッティとの仲介役を依頼し、その後スカリエッティの工房を訪問して契約を交わした。
シェルビーはGMチーフマネージャーのエド・コールの助けを借りて、ボディが架装されていない状態の3台の1959年型シボレー・コルベットをラフリンのディーラーに納品し、そこからイタリアに輸送した。数ヶ月で完成する予定だったが1年半が過ぎた1960年の秋にようやく1台が戻ってきた。プロジェクト開始から既に3年が過ぎていた。
「コルベット・イタリア」と呼ばれたこの試作1号車は、コルベットの生みの親でもあるGM副社長兼スタイリング部門責任者のハーリー・アールとチーフマネージャーのエド・コールに披露され、2人とも大変気に入ったようだった。アストンマーチンやメルセデス、マセラティなどの高級スポーツカー市場に参入すれば、欧州のエキゾチックなデザインに憧れながらも信頼性や整備性に優れるアメリカ車を好む一部の富裕層をターゲットに出来ると彼らは期待した。
それから6ヶ月後にあとの2台が到着した。フロントウィンドシールドは無くインテリアも未完成の状態だったが、スカリエッティとの契約はアルミボディの製作までだったとされている。

## 結末

### プロジェクトの顛末
プロジェクトはGM上層部やエンツォ・フェラーリに気付かれないよう公にせずに進められた。しかし当時スカリエッティの工房を頻繁に訪れていたエンツォは見慣れない車に気が付き、スカリエッティから経緯を聞くと「4台目を作ったら次の仕事はないと思え」と言って工房を出て行ったという。
一方プロジェクトを知ったGM経営陣はエド・コールを叱責し、直ちに中止するよう命じた。GMが誇るアメリカ唯一のスポーツカー(1959年当時)のコルベットに競合車など必要ないという考えと、83名の死者を出した1955年ル・マン耐久レースの事故の影響で各自動車メーカーがモータースポーツ活動を停止していたためであった。
コールから報告を受けたシェルビーはすっかり失望し、他の2人と違って裕福でもなかったので車の受け取りを放棄した。GMに見切りをつけた彼は、イギリスのACカーズとフォード製エンジンを組み合わせたACコブラで成功を収め、次のフォードGT40でル・マンに参戦しついにフェラーリを制することになる。しかしながらシェルビーはACカーズのアルミボディを「酔っ払いがビール缶で作ったような車だ」と表現しており、イタリアの優秀なコーチビルダーに未練があったようである。

### 3台の試作車
車は1961年の『ロード&トラック』で紹介され、『Car Life』誌の表紙を飾った。
アルミボディは全て手作りのため3台とも細部の仕上がりが若干異なる。FRPボディのコルベットより約180キロも軽くなったが、軽量化が災いして運転したことがある何人かは「急加速をするとノーズが危険なほど浮き上がりそうになる」と話している。足回りは全く手を加えておらずフェラーリには到底敵わぬ性能だった。
ラフリンの1号車はボディとインテリア共に赤で仕上げられた。他の2台よりもボディの丸みが強く、フロントグリルとシフトノブにコルベットの純正品を使用している。これはGM上層部のご機嫌をとるための策略だと言われる。V型8気筒、4.6リッターのスモールブロックエンジンには機械式インジェクションと4速マニュアル変速機が備わる。ラフリンは2年間ほど所有したあとオークションに出品し、次のオーナーは26年間も所有した。1990年代には日本人コレクターの手に渡ったこともあり、現在はシカゴのコレクターが所有している。
ジム・ホールの2号車はメタリックブルーで塗装されインテリアは赤で仕上げられている。4バレルツインキャブレターと2速オートマチック変速機を搭載。現在のオーナーは実業家のビル・マリオットと見られる(2023年現在)。
キャロル・シェルビーの3号車はイタリアンレッドのボディでインテリアは黄褐色(タン)となっている。吸気装置と変速機は2号車と同じ。だがシェルビーは車を受け取らないまま売却し、幾人かの手に渡ったあと現在はロサンゼルスのピーターセン博物館が所蔵している。